# Grad Anderburg
Grad Anderburg (nemško Anderburg) je stal v naselju Podgrad v občini Šentjur. 
EŠD:neregistriran objekt
Koordinati:46°13'13,91" N 15°22'54,54" E

## Zgodovina
Prva neposredna omemba gradu je iz leta 1276, kot Anderburg castrum, čeprav naj bi ga darovala Hema Breže Selška svojemu soprogu že leta 1025. Leta 1247 se omenjata viteza Lupoldi in Sigmaro de Anderburch. Leta 1438 je grad razdejal Celjski vojskovodja Jan Vitovec in po tem obdobju se Anderburški vitezi ne omenjajo več. Leta 1655 je grad pogorel in bil opuščen. Danes so delni ostanki gradu komaj prepoznavni.